# مهمانی چای پرنسس دیزنی
مهمانی چای پرنسس دیزنی (به انگلیسی: Disney Princess Tea Party) یک سی‌دی حاوی ترانه‌های جدید دیزنی که توسط پرنسس‌های دیزنی خوانده شده‌است. این آلبوم موسیقی متن صوتی یک دی‌وی‌دی به همین نام است.
این آلبوم در ۸ فوریه ۲۰۰۵ توسط والت دیزنی رکوردز منتشر شد.

## فهرست ترانه‌ها
1. «چای عالی پرنسس» (سوزان ایگان) ۲:۰۴
2. «هر دختر می‌تواند یک پرنسس باشد» (تامی تاپان دامیانو) ۲:۲۳
3. «من فقط دوست دارم برای چای لباس بپوشم» (جودی بنسون) ۲:۲۹
4. «خیلی خوشحالم که اینجایی» (سوزان ایگان) ۲:۳۹
5. «آداب و رسوم» (جودی بنسون) ۳:۰۴
6. «راه پخت (یک کیک خوشمزه)» (ملیسا دیزنی) ۲:۲۵
7. «صندلی‌های موسیقی» (لئا سالونگا) ۲:۳۳
8. «فنجان و نعلبکی» (لیا سالونگا) ۲:۳۶
9. «رقص پرنسس» (تامی تاپان دامیانو، سوزان ایگان، جودی بنسون، ملیسا دیزنی و لسلی فرنچ) ۴:۵۷
10. «در انتظار شاهزادهٔ من» (لسلی فرنچ) ۲:۵۴
11. «تولدت مبارک پرنسس!» (جودی بنسون) ۳:۰۱
12. «این لحظه‌هایی که به اشتراک می‌گذاریم» (جودی کوهن) ۳:۲۷
13. «اگر می‌توانی رویا کنی» (از پرنسس دیزنی: کلکسیون نهایی ترانه‌ها - سوزان استیونز لوگان، کریستی هاوسر، جودی بنسون، پیج اوهارا، جودی کوهن و لی سالونگا)